# Park Myung-sik
Park Myung-sik (coreano: 박명식; 1951 - octubre de 1991), apodado "El cosechador de órganos" (coreano: 오르간 수확기), es el único asesino en serie conocido de Corea del Norte. Fue condenado por matar a doce adolescentes en Sinpo de abril a octubre de 1990, para comer sus hígados para curar su cirrosis. Fue condenado a muerte y posteriormente ejecutado en 1991.
Es el único asesino en serie cuya existencia ha sido reconocida oficialmente por el gobierno de Corea del Norte, que es famoso por su censura con respecto al crimen en el país.

## Fondo
Debido a la fuerte censura en el país, casi nada concreto se sabe de los antecedentes de Park. En el momento de los crímenes, trabajaba como obrero en una fábrica de Sinpo, donde sus compañeros lo describían como tímido.
Desde unos años antes de los asesinatos, Park había estado sufriendo de cirrosis, por lo que tuvo que ser tratado en un hospital en Hamhung. Aparentemente, el tratamiento no tuvo efecto y, mientras seguía sufriendo dolores, Park escuchó a un compañero de trabajo decir que un adivino podría ayudarlo con sus problemas. Como las prácticas religiosas están prohibidas en el país, el compañero de trabajo accedió a presentárselo en secreto, y cuando conoció al adivino, Park le suplicó respuestas para curar su enfermedad.
Si bien inicialmente rechazó sus súplicas, el adivino finalmente sintió lástima por él y le dijo a Park que la única forma de curar su enfermedad era consumir hígados humanos. Asustado por la perspectiva de matar a un humano, regresó a casa, pero a medida que su condición empeoraba con el tiempo, Park supuestamente decidió que sería mejor intentarlo que morir en agonía.

## Asesinatos
El modus operandi de Park consistía en recorrer granjas comunales en aldeas rurales, en busca de estudiantes de 14 a 17 años que fueran enviados a trabajar allí. En una ocasión, Park irrumpió dentro de un dormitorio y se aferró a una chica de 15 años que dormía, le tapó la boca con la mano y luego la apuñaló con un cuchillo. Mientras sacaba a la adolescente sangrante del edificio, Park fue asustado por los ladridos de los perros y se vio obligado a huir, dejando atrás a la estudiante moribunda, que murió a causa de sus heridas al día siguiente.
Unos días después, un granjero de una granja cercana encontró el cuerpo gravemente mutilado de otra estudiante, cuyas heridas eran tan graves que se desmayó. El Departamento de Policía de la ciudad de Sinpo fue alertado del descubrimiento, pero a pesar de las investigaciones, no pudieron identificar o atrapar al criminal; en cambio, algunos sugirieron que podría ser obra de un fantasma. Unos días después de este incidente, el cuerpo de una joven de unos 20 años fue encontrado en el centro de Sinpo, con las mismas heridas que la víctima anterior.
Debido a la incompetencia de la policía y la falta de la tecnología de investigación necesaria, el perpetrador continuó matando en Sinpo y las áreas circundantes, cobrando otras nueve víctimas. Los asesinatos causaron pánico entre los residentes, quienes se negaron a salir por la noche.

## Arresto, juicio y ejecución
Un día de octubre de 1990, Park intentó secuestrar a su posible víctima número 13, una estudiante que viajaba para trabajar en la granja comunal. No tuvo éxito y huyó, pero en el camino, los ciudadanos lo notaron y lo detuvieron de inmediato, llevándolo a la comisaría de policía. Tras sus confesiones, el adivino también fue arrestado y acusado de un delito desconocido.
El juicio de Park se celebró a mediados de octubre de 1991 ante el Tribunal Popular de Sinpo. Se declaró culpable de los cargos y fue condenado a muerte. En algún momento de ese mismo mes, fue ejecutado por un pelotón de fusilamiento. Como castigo por dar el consejo que llevó a Park a comenzar su ola de asesinatos, el adivino fue sentenciado a 15 años en una colonia penal, que cumplió en su totalidad y fue liberado en 2006. De acuerdo con el código penal de Corea del Norte, luego fue deportado a otra provincia y se desconoce su destino.

## Secuelas
Debido a la gravedad de los crímenes, los asesinatos de Park son uno de los pocos casos confirmados en los que el gobierno de Corea del Norte reconoce un caso criminal en los medios controlados por el estado, que luego también se transmitió a los medios de Corea del Sur. Desde entonces se ha utilizado como propaganda contra el régimen de Corea del Norte y su ideología Juche, criticando principalmente la censura y la negación de las duras condiciones en el país.